# 투타 (축구 선수)
투타(Tuta)로 잘 알려진 모아시르 바스투스(Moacir Bastos, 1974년 6월 20일~)는 브라질의 축구 선수이다. K리그에서 등록명은 뚜따를 사용하였으며 공격수로 활약하였다.

## 클럽 경력
2002년 3월 브라질 명문구단 CR 플라멩구에서 안양 LG 치타스로 연봉과 임대료 포함 60만 달러에 임대되어2002 시즌 한 시즌 동안 시즌 통산 26경기 13득점-4도움 (정규리그 18경기 9득점-4도움 / 리그컵 8경기 4득점-0도움)의 준수한 공격포인트를 기록했지만 코칭스태프와의 불화로 방출되어 그 해 11월 CR 플라멩구로 복귀하였다.
CR 플라멩구에서도 계약이 만료되어 2003년 1월 무적 신분에서 수원 삼성 블루윙즈에 입단하였다.